# 1st LIVE 2008 RIOT TOUR LIVE DVD
『1st LIVE 2008 RIOT TOUR LIVE DVD』（ファーストライブにせんはちライオット ライブディーブイディー‐）は、平野綾のライブ映像を収録した映像作品。2009年2月25日にLantisから発売された。

## 概要
- 2008年11月16日、横浜BLITZにて行われた『1st LIVE 2008 RIOT TOUR LIVE』の模様が収録されている。
- 映像特典としてRIOT TOURのメイキング映像が収録されている。
- 初回生産分は、ライヴフォトセッションブックが同梱されたアマレーケース仕様。

## 収録内容
1. OPENING
2. LOVE★GUN
  - 作詞：平野綾、作曲：黒須克彦、編曲：nishi-ken、黒須克彦
  - 文化放送『RADIOアニメロミックス』オープニングテーマ
3. 冒険でしょでしょ?
  - 作詞：畑亜貴、作曲：冨田暁子、編曲：藤田淳平（Elements Garden）
4. MonStAR
  - 作詞：meg rock、作曲：黒須克彦、編曲：nishi-ken
  - テレビ埼玉『アニたま』エンディングテーマ
5. 曖昧スクリーム
  - 作詞：meg rock、作曲：黒須克彦、編曲：nishi-ken
6. 涙 NAMIDA ナミダ
  - 作詞・作曲：つんく、編曲：平田祥一郎
7. 明日のプリズム
  - 作詞：こだまさおり、作曲：前澤寛之、編曲：加藤大祐
8. Maybe I can't good-bye.
  - 作詞：平野綾、作曲・編曲：黒須克彦
9. NEOPHILIA
  - 作詞：平野綾、畑亜貴、作曲・編曲：齋藤真也
  - テレビ埼玉『アニたま』エンディングテーマ
10. Harmonia vita
  - 作詞：畑亜貴、作曲・編曲：齋藤真也
  - ニンテンドーDS用ゲーム『シグマ ハーモニクス』主題歌
11. forget me nots...
  - 作詞：平野綾、作曲・編曲：黒須克彦
12. 星のカケラ
  - 作詞：平野綾、作曲・編曲：齋藤真也
13. Unnamed world
  - 作詞：畑亜貴、作曲：黒須克彦、編曲：黒須克彦、nishi-ken
  - フジテレビ系アニメ『二十面相の娘』エンディングテーマ
14. HERO
  - 作詞：平野綾、作曲・編曲：nishi-ken
  - 文化放送ラジオ『RADIOアニメロミックス』オープニングテーマ
15. GLITTER
  - 作詞：こだまさおり、作曲：黒須克彦、編曲：nishi-ken
16. RIOT GIRL
  - 作詞：平野綾、作曲・編曲：nishi-ken
  - テレビ東京『アニソンぷらす』エンディングテーマ
17. MonStAR （Live ver．）
  - 作詞：meg rock、作曲：黒須克彦
18. For you
  - 作詞：平野綾、作曲・編曲：黒須克彦
19. Final Message
20. ヨロコビの歌
  - 作詞：こだまさおり、作曲・編曲：黒須克彦
21. RIOT GIRL （Encore ver．）
  - 作詞：平野綾、作曲：nishi-ken